# Landesjugendakkordeonorchester Nordrhein-Westfalen
Das Landesjugendakkordeonorchester Nordrhein-Westfalen (LJAO NRW) ist eines der mittlerweile acht nordrhein-westfälischen Landesorchester. Die rund 30 vorwiegend jugendlichen Akkordeonisten des LJAO NRW sind in der Regel zwischen 16 und 26 Jahren alt, größtenteils Preisträger verschiedener Wettbewerbe oder in anderer Weise akkordeonistisch positiv in Erscheinung getreten. Das LJAO NRW trifft sich in regelmäßigen Abständen zu Wochenendarbeitsphasen, um Literatur einzustudieren. Im Laufe der Jahre konnte das Orchester mehrere Konzertreisen im In- und Ausland durchführen. Stationen im gesamten Bundesgebiet, sowie Reisen nach Finnland, Schweden, Italien, Schweiz, oder nach Brasilien, China, Russland, Kolumbien, Costa Rica und Südafrika sind Beispiele dafür. Erklärte Ziele dieses ständigen Förderprojektes des NRW Ministeriums für Kultur und Wissenschaft sind die Verbreitung zeitgenössischer Originalliteratur sowie Bearbeitungen klassischer Werke und es soll so mit Vorbildfunktion als musikalischer Botschafter des Landes NRW dienen.
Das LJAO NRW hat drei CDs (1998, 2002 und 2008) eingespielt. Sie enthalten unter anderem Werke von Boll, Brucci, Dobler und Piazzolla.

## Geschichte
1986 wurde das Orchester unter der Leitung von Prof. Jürgen Löchter auf Initiative der damaligen DHV-NRW-Vorsitzenden Heinz Gengler und Isolde Alka gegründet. 1991 übernahm Guido Wagner gemeinsam mit dem Komponisten Hans Boll die Führung. Mit beiden unternahm das Orchester Konzertreisen innerhalb Deutschlands und 1994 erstmals eine Auslandsreise. Sie führte in die Hochburg der italienischen Akkordeonszene, nach Castelfidardo. Hans Boll widmete dem Orchester seine erfolgreichste Komposition „Inmortal“ und drückte seine enge Verbundenheit mit ihm aus. Das Werk wurde unter der Leitung des Komponisten in Oberhausen uraufgeführt. Bei einem bundesweiten Treffen für Auswahlorchester im hessischen Alsfeld konnte im Mai 1998, jetzt unter der Leitung von Herbert Nolte, der zweite Platz mit dem Prädikat „hervorragend“ erreicht werden. Im Herbst desselben Jahres wurde in der Hochschule für Musik Köln die erste CD aufgenommen. 2000 war neben der einwöchigen Konzertreise in die Dolomiten das Gemeinschaftskonzert mit dem 1. Dürener Akkordeonorchester Höhepunkt.
Ende Juli 2001 fand eine Konzerttournee nach Brasilien statt. Dort gab das Orchester in Rio de Janeiro für die CCDIA, eine Organisation zum Schutz von Straßenkindern, 4 Konzerte.
Im Mai 2002 nahm das Orchester erfolgreich am Wettbewerb für Auswahlorchester in Bruchsal teil und konnte in der Kategorie „Akkordeon“ den 1. Preis erringen. Weiterhin wurde im November die neue CD eingespielt. Im Jahr 2003 erfolgte eine Konzertreise nach München und 2004 nach China (Shanghai, Tianjin und Peking).
2005 übernahm Helmut Quakernack die Position des ersten Dirigenten. Im Sinne eines fließenden Überganges hat das Orchester im Oktober 2005 Castelfidardo in Italien bereist, geleitet von Helmut Quakernack und Herbert Nolte.

## Dirigat
Helmut Quakernack ist seit 2005 der erste Dirigent des LJAO NRW. Zuvor assistierte er Herbert Nolte bei der Arbeit mit dem Orchester. Während seines langjährigen beruflichen Werdegangs zeigte sich ein großes Interesse an einer praxisorientierten Ausbildung junger Musiker in Vorbereitung auf eine evtl. berufliche Zukunft als Musiker und Pädagoge. Er leitet die Privat-Musikschule Senne in Bielefeld und ist dort ebenfalls als Musiklehrer sowie allgemein als Musiker und Komponist tätig. Helmut Quakernack hat an der Musikhochschule für Musik Köln, Abteilung Wuppertal, einen Lehrauftrag, und kann auch Dozententätigkeiten an den Akademien in Remscheid und in Trossingen vorweisen.
1996 übernahm Herbert Nolte aus Düren den Dirigentenposten von Guido Wagner. Unter seiner Leitung konnte das Orchester mehrere Projekte realisieren, wie z. B. eine Konzertreise nach Brasilien. Mit einem Abschiedskonzert während der Akkordeonwoche in Remscheid 2005 gab Herbert Nolte den Posten des ersten Dirigenten an Helmut Quakernack ab.